# The Power of the Press
Pour plus de détails, voir Fiche technique et Distribution.
The Power of the Press est un film américain réalisé par Frank Capra, sorti en 1928.

## Synopsis
Clem Rogers, un jeune et naïf journaliste qui vient de débuter dans le journalisme en, rejoignant une presse locale, doit aller couvrir une affaire de meurtre et croit avoir un scoop. Dans son enthousiasme, il soutient que le principal suspect est Jane mais lorsqu'elle confronte le journaliste, elle le convainc de l'aider à prouver son innocence.

## Fiche technique
- Titre : The Power of the Press
- Réalisation : Frank Capra
- Scénario : Sonya Levien et Fred Thompson
- Photographie : Chester A. Lyons et Ted Tetzlaff
- Montage : Frank Atkinson
- Production : Jack Cohn
- Pays de production : États-Unis
- Format : Noir et blanc - 1,33:1 - Film muet
- Date de sortie : 1928

## Distribution
- Douglas Fairbanks Jr. : Clem Rogers
- Jobyna Ralston : Jane Atwill
- Mildred Harris : Marie Weston
- Philo McCullough : Robert Blake
- Wheeler Oakman : Van
- Robert Edeson : City Editor
- Dell Henderson : Bill Johnson
- Charles Clary : District Attorney
- Spottiswoode Aitken : Journaliste sportif
- Frank Fanning : Inspecteur
- Joe Bordeaux : Salarié du journal
- Otto Hoffman : L'aide de Blake